# Magyar Iparművészet (folyóirat, 1897–1944)

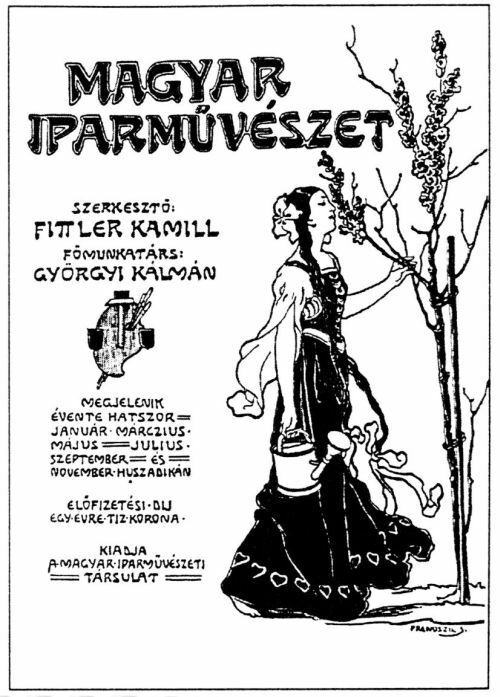
A Fittler Kamill által szerkesztett folyóirat egyik 1904-es számának címlapja Prenoszil Sándor grafikájával

A Magyar Iparművészet egy jelentős magyar iparművészeti szakfolyóirat volt, amely közel fél évszázadon keresztül (47 évfolyam), 1897 és 1944 között jelent meg. Az Országos Magyar Iparművészeti Múzeum és Iskola és a Magyar Iparművészeti Társulat Közlönye volt. 
A folyóirat  első felelős szerkesztője Fittler Kamill volt. Őt követte Györgyi Kálmán, aki a folyóiratnak 1897–1911 között főmunkatársa, majd 1911 és 1930 között felelős szerkesztője volt. 
A gazdagon illusztrált folyóirat igen jelentős szerepet töltött be a szakmai eszmecserében, továbbképzésben és a közönség ízlésformálásában.

## Forrás
1. ↑  Magyar képző- és iparművészeti folyóiratok. Artportal. [2016. október 14-i dátummal az eredetiből archiválva]. (Hozzáférés: 2016. október 14.)